# Lijst van Romeinse provincies in 395 n.Chr.

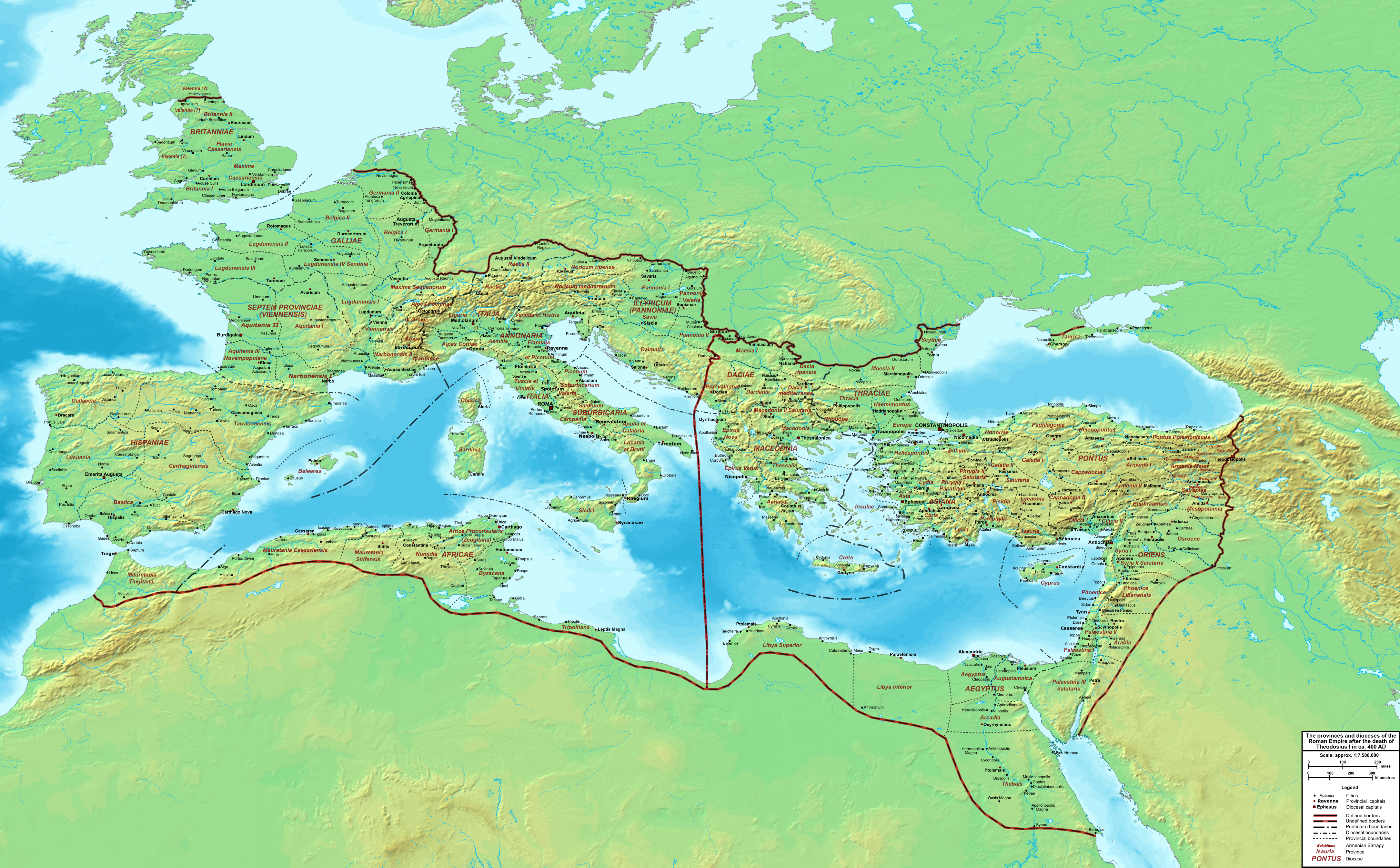
Bestuurlijke indeling van het Romeinse Rijk rond 400.

In 395 n.Chr. bestond het Romeinse Rijk uit de volgende provincies (provinciae), diocesen (dioeceses) en praetorische prefecturen (praefecturae praetorio). De deling van het Rijk in dat jaar, die later definitief werd toen een hereniging onmogelijk bleek, maakte dat de prefecturen Gallia en Italia aan het West-Romeinse Rijk kwamen, en de prefecturen Oriens en Illyricum aan het Oost-Romeinse Rijk.
Opmerking: In deze lijst worden de bestuurseenheden aangeduid met hun Nederlandse naam (prefectuur, diocees), maar de aardrijkskundige namen in het Latijn, om verwarring met andere (latere) staatkundige eenheden te voorkomen (Gallia in plaats van Gallië, Macedonia in plaats van Macedonië, Britannia in plaats van Brittannië enz.).

## Prefectuur Gallia(West-Romeinse Rijk)

### DioceesBritannia
1. Maxima Caesariensis
2. Valentia
3. Britannia I
4. Britannia II
5. Flavia Caesariensis

### Diocees Gallia
1. Viennensis
2. Lugdunensis I
3. Lugdunensis II
4. Lugdunensis III
5. Lugdunensis IV
6. Germania I
7. Germania II
8. Belgica I
9. Belgica II
10. Alpes Penniae et Graiae
11. Maxima Sequanorum

### Diocees Vienna
1. Viennensis
2. Alpes Maritimae
3. Aquitanica I
4. Aquitanica II
5. Novempopulana
6. Narbonnensis I
7. Narbonnensis II

### Diocees Hispania
1. Baetica
2. Lusitania
3. Gallaecia
4. Tarraconensis
5. Carthaginiensis
6. Mauretania Tingitana
7. Hispania Balearica

## Prefectuur Italia(West-Romeinse Rijk)

### DioceesItalia
1. Venetia et Istria
2. Aemilia
3. Liguria
4. Flaminia et Picenum Annonarium
5. Alpes Cottiae
6. Raetia I
7. Raetia II

### Diocees Roma
1. Campania
2. Tuscania et Umbria
3. Picenum Suburbicarium
4. Sicilia
5. Apulia et Calabria
6. Bruttia et Lucania
7. Samnium
8. Sardinia
9. Corsica
10. Valeria

### Diocees Africa
1. Africa
2. Byzacium
3. Numidia
4. Tripolitania
5. Mauretania Tingitana
6. Mauretania Caesariensis

## Prefectuur Illyricum(Oost-Romeinse Rijk)

### Diocees Dacia
1. Dacia mediterranea
2. Moesia I
3. Praevalitana
4. Dardania
5. Dacia ripensis

### Diocees Macedonia
1. Macedonia
2. Creta
3. Thessalia
4. Epirus vetus (oud Epirus)
5. Epirus nova (nieuw Epirus)
6. Macedonia Salutaris
7. Achaea

### Diocees Pannonia
1. Pannonia I
2. Pannonia II
3. Pannonia Savia
4. Pannonia Valeria ripensis
5. Dalmatia
6. Noricum Mediterraneum
7. Noricum Ripense

## Prefectuur Oriens(Oost-Romeinse Rijk)

### Diocees Thracia
1. Europa
2. Thracia
3. Haemimontium
4. Rhodope
5. Moesia II
6. Scythia

### Diocees Asia
1. Pamphylië
2. Carië
3. Lydië
4. Lycië
5. Lycaonië
6. Pisidië
7. Phrygia Pacatiana
8. Phrygia Salutaria
9. Asia
10. Hellespontus

### Diocees Pontus
1. Bithynia
2. Galatia
3. Paphlagonia
4. Honorias
5. Galatia Salutaris
6. Cappadocia I
7. Cappadocia II
8. Helenopontus
9. Pontus Polemoniacus
10. Armenia I
11. Armenia II

### Diocees Oriens
1. Palestina I
2. Palestina II
3. Palestina Salutaris
4. Cilicia I
5. Cilicia II
6. Syria
7. Syria Salutaris
8. Cyprus
9. Phoenicia
10. Phoenicia Libani
11. Eufratensis
12. Osrhoene
13. Mesopotamia
14. Isauria
15. Arabia Petraea

### Diocees Aegyptus
1. Libia Superior
2. Libia Inferior
3. Thebais
4. Aegyptus
5. Arcadia
6. Augustamnica